# General Güemes (departament)
Departament General Güemes (hiszp. Departamento General Güemes) – argentyński departament położony w centralnej części prowincji Salta. Stolicą departamentu jest General Güemes. W 2010 roku populacja departamentu wynosiła 47226. 
Departament General Güemes graniczy z czterema innymi departamentami prowincji: Capital, Anta, Metán i La Caldera.
Przez departament przepływa rzeka Rio Mojotoro, dopływ Rio Saladillo. Granica departamentu od strony wschodniej jest także granicą Parku narodowego El Rey (hiszp. Parque nacional El Rey).
Przez departament przebiegają: Droga krajowa 9, Droga krajowa 34 oraz Droga prowincjonalna 8 (Ruta Provincial 8), Droga prowincjonalna 10 (Ruta Provincial 10), Droga prowincjonalna 11 (Ruta Provincial 11),  Droga prowincjonalna 122 (Ruta Provincial 122). 
W skład departamentu wchodzą m.in. miejscowości: General Güemes, Campo Santo, El Bordo, El Sauce, Cobos.